# نوواته میلانزه
نوواته میلانزه (به ایتالیایی: Novate Milanese) یک کومونه در ایتالیا است که در استان میلان واقع شده‌است. نوواته میلانزه ۵٫۵ کیلومتر مربع مساحت و ۲۰٬۲۰۵ نفر جمعیت دارد و ۱۴۶ متر بالاتر از سطح دریا واقع شده‌است.